# 압해국민학교 압해북분교
압해국민학교 압해북분교는 대한민국 전라남도 신안군 압해읍 가룡리에 있던 공립 초등학교이다.

## 연혁
- 일자미상 압해북국민학교 설립 인가
- 1966년 10월 27일 압해북국민학교 개교
- 1967년 4월 1일 도서벽지학교 '병'급 지정
- 1986년 1월 1일 도서벽지학교 '다'급 조정
- 1989년 3월 1일 압해국민학교 압해북분교장 격하 편입
- 1992년 3월 1일 폐교 및 압해국민학교 통폐합